# Agis IV

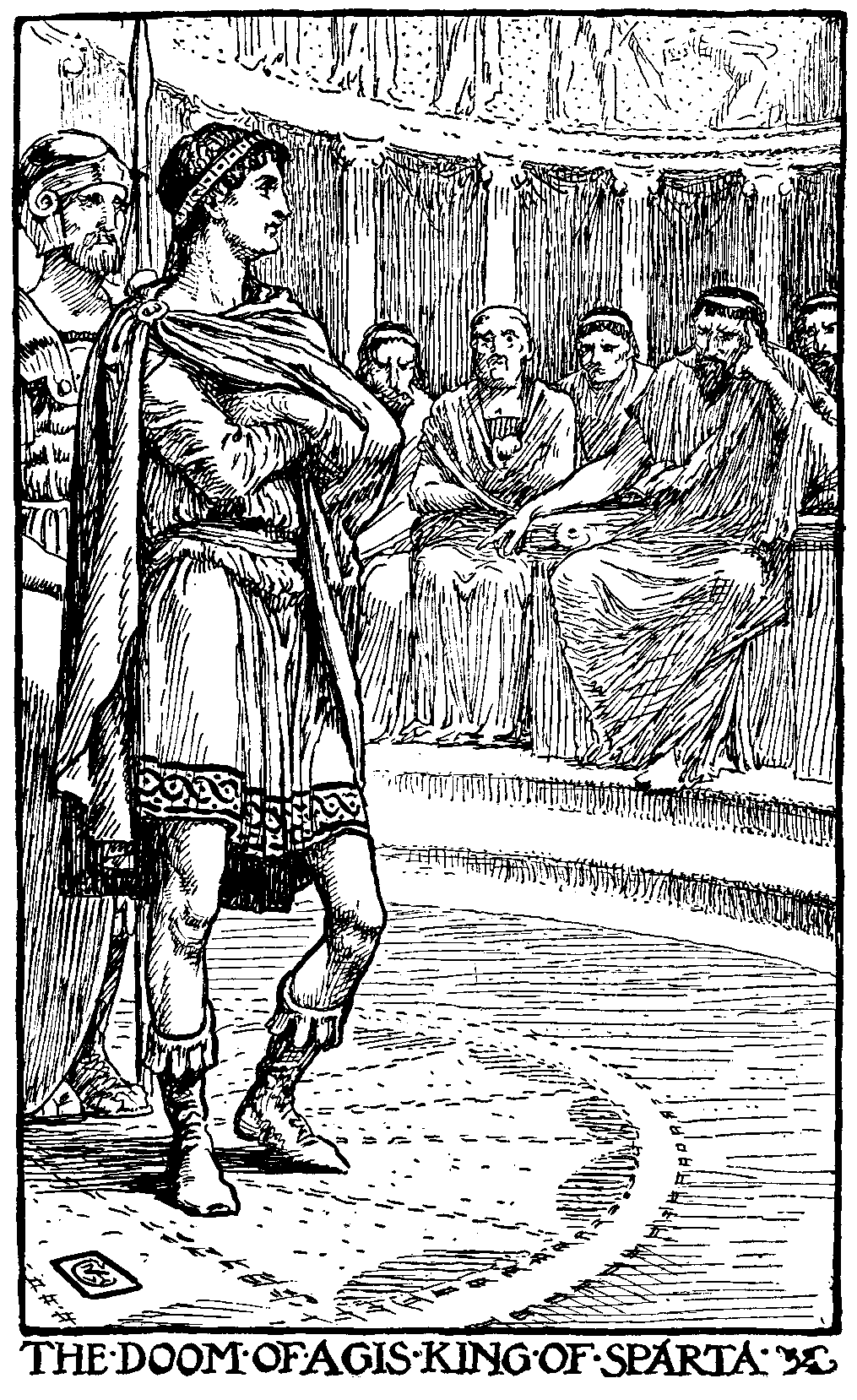
Kung Agis' undergång.

Agis IV var en konung av Sparta. Han blev kung 245 f.Kr., vid tjugo års ålder. Han var son till Eudamidas II och Agesistrata.
Trots att han var uppfostrad i överflöd gjorde han till sin uppgift att förbättra det förfallna spartanska samhället genom att återinföra Lykurgos statsförfattning och forntidens enkla seder. Genom sitt föredöme fick han med sig den spartanska ungdomen på sina planer, men rönte ett hårdnackat motstånd hos de rika spartanska medborgarna. För dessa föll han slutligen offer och stryptes i fängelset jämte sin mor Agesistrata och mormor, 241 f.Kr. En av hans närmaste efterträdare, Kleomenes III (konung 235), gifte sig med hans änka Agiatis, som övertalade honom att uppta Agis plan och lyckades genomföra densamma.
I sitt digra verk om socialismens historia kallar Max Beer honom "kommunismens första martyr".